# (32039) 2000 JO23
2000 جاي أو 23 (ويعرف أيضًا باسم (32039) 2000 جاي أو 23 وفق تسمية الكوكب الصغير) (بالإنجليزية: 2000 JO23)‏ هو كويكب ضمن حزام الكويكبات؛ وترتيبه 32039 من حيث الاكتشاف.
اكتُشف هذا الجُرم الفلكي بواسطة بحث لنكولن عن الكويكبات القريبة من الأرض في 7 مايو 2000.

## وصلات خارجية
- (32039) 2000 JO23 في قاعدة بيانات مختبر الدفع النفاث لأجرام النظام الشمسي الصغيرة

- الاكتشاف · مخطط المدار ·  العناصر المدارية · المعلمات المادية

- (32039) 2000 JO23 على موقع ويكي سكاي: DSS2, SDSS, GALEX, IRAS, Hydrogen α, X-Ray, Astrophoto, Sky Map, Articles and images